# تحليق متحكم به نحو التضاريس
في مجال الطيران، فإن التحليق المتحكم به نحو التضاريس (controlled flight into terrain) اختصاراً (CFIT)، وتنطق عادة «سي-فيت» (see-fit) هي حادث يتم فيه تحليق طائرة صالحة للطيران، تحت سيطرة الطيار، عن غير قصد إلى الأرض أو جبل أو جسم مائي أو عائق. في سيناريو نموذجي لـ سي-فيت، الطاقم غير مدرك للكارثة الوشيكة حتى فوات الأوان. صاغ المصطلح مهندسون في بوينغ في أواخر السبعينيات.
الحوادث التي تكون فيها الطائرة خارجة عن السيطرة في وقت الاصطدام، بسبب عطل ميكانيكي أو خطأ طيار، لا تعتبر سي-فيت (تُعرف باسم الطيران غير المنضبط إلى التضاريس أو UFIT)، ولا الحوادث الناتجة عن الفعل المتعمد للشخص في الضوابط، مثل الأعمال الإرهابية أو الانتحار بالطيار.
وفقًا لشركة بوينغ في عام 1997، كان سي-فيت سببًا رئيسيًا لحوادث الطائرات التي أدت إلى خسائر في الأرواح، مما تسبب في أكثر من 9000 حالة وفاة منذ بداية عصر الطائرات التجارية. تم تحديد سي-فيت باعتباره سببًا بنسبة 25 ٪ من حوادث الدرجة الأولى للقوات الجوية الأمريكية بين عامي 1993 و 2002. وفقًا للبيانات التي تم جمعها من قبل الاتحاد الدولي للنقل الجوي (IATA) بين عامي 2008 و 2017، شكلت سي-فيت ستة بالمائة من جميع حوادث الطائرات التجارية، وتم تصنيفها على أنها «ثاني أعلى فئة حوادث مميتة بعد فقدان السيطرة على الطيران (LOCI).»

## الأسباب
في حين أن هناك العديد من الأسباب التي قد تؤدي إلى تحطم طائرة في التضاريس، بما في ذلك سوء الأحوال الجوية ومشاكل معدات الملاحة، فإن خطأ الطيار هو العامل الأكثر شيوعًا في حوادث سي-فيت.
النوع الأكثر شيوعًا من الأخطاء التجريبية في حوادث سي-فيت هو الارتباك المكاني، فقدان الوعي بالموقف غالبًا ما ينتج عن الاعتماد على نظام استقبال الحس العميق لإدراك الحركة النسبية بالتزامن مع فقدان الإشارات البصرية أثناء الظروف المظلمة أو الغائمة. في هذه المواقف، يسيء الطيارون فهم موقعهم و/أو سرعتهم و/أو اتجاههم أثناء الرحلة، مما قد يؤدي إلى أوامر تحكم غير مناسبة تتعلق بارتفاع سطح الأرض أسفله وأمامه مباشرة، على مسار الطيران. يمكن أن يتسبب الإرهاق في ارتكاب حتى المحترفين ذوي الخبرة العالية لأخطاء كبيرة، والتي تبلغ ذروتها في حادث سي-فيت. علاوة على ذلك، قد يعاني طيارو المقاتلات الجوية التكتيكية من فقدان الوعي الناجم عن قوة الجاذبية جي-لوك (G-LOC)، مما يؤدي إلى وقوع حوادث سي-فيت.
غالبًا ما تتضمن حوادث سي-فيت تصادمًا مع التضاريس مثل التلال أو الجبال أثناء ظروف انخفاض الرؤية، أثناء إجراء نهج للهبوط في مطار الوجهة. في بعض الأحيان، يمكن أن يكون العامل المساهم هو الأعطال الدقيقة في معدات الملاحة والتي، إذا لم يكتشفها الطاقم، قد تضللهم لتوجيه الطائرة بشكل غير صحيح، على الرغم من المعلومات الأخرى الواردة من المعدات التي تعمل بشكل صحيح.

## حلول
قبل تثبيت أنظمة الإنذار الإلكترونية الأولى، كانت الدفاعات الوحيدة ضد سي-فيت هي التدريب على محاكاة الطيار، والإجراءات التقليدية، وإدارة موارد الطاقم (CRM) والمراقبة بالرادار بواسطة خدمات الحركة الجوية. في حين أن هذه العوامل قللت من حدوث مثل هذه الحوادث، إلا أنها لم تقضي عليها. لمزيد من المساعدة في منع حوادث سي-فيت، طور المصنعون أنظمة للتوعية والتحذير من التضاريس (TAWS). عُرف الجيل الأول من هذه الأنظمة بنظام تحذير القرب من الأرض (GPWS)، والذي يستخدم مقياس الارتفاع الراداري للمساعدة في حساب معدلات إغلاق التضاريس. تم تحسين هذا النظام بشكل أكبر مع إضافة قاعدة بيانات نظام التموضع العالمي GPS للتضاريس وأصبح يُعرف الآن باسم نظام تحذير القرب الأرضي المحسن (EGPWS). عند دمجه مع التدريب الإلزامي لمحاكاة الطيار الذي يؤكد على الاستجابات المناسبة لأي تحذير أو حدث تحذيري، أثبت النظام فعاليته للغاية في منع المزيد من حوادث سي-فيت.
غالبًا ما تستخدم الطائرات الصغيرة قاعدة بيانات (GPS) للتضاريس لتوفير تحذير من التضاريس. تحتوي قاعدة بيانات (GPS) على قاعدة بيانات للتضاريس القريبة وستعرض التضاريس القريبة من الطائرة باللون الأحمر أو الأصفر اعتمادًا على بعدها عن الطائرة.
تشير الإحصاءات إلى أنه إذا تم التعامل مع أنظمة للتوعية والتحذير من التضاريس (TAWS) أو (EGPWS) بشكل صحيح، فإن الطائرات المزودة بالجيل الثاني من (EGPWS) لم تتعرض لحادث سي-فيت. ومع ذلك، هناك حادثان على الأقل من حوادث سي-فيت للطائرات مع (EGPWS/TAWS) حيث تجاهل الطاقم التحذيرات أو تجاوزها: كارثة ميروسلاويك الجوية وتحطم جبل سالاك سوخوي سوبر جيت 100. في الحالة الأخيرة، كانت أنظمة للتوعية والتحذير من التضاريس (TAWS) تعمل لكن الطيار أوقفها عن قصد.

## روابط خارجية
- مقالات CFIT في SKYbrary : النقطة المرجعية الوحيدة في شبكة المعرفة بسلامة الطيران
- فئات حدوث الطيران: التعاريف وملاحظات الاستخدام (CAST / ICAO)